# Порталис, Роже
Роже Порталис (фр. Roger Portalis; 22 января 1841, Париж — 29 сентября 1912, Тьель, кантон Невшатель) — французский гравер и искусствовед.
Учился живописи у Ипполита Фландрена и гравюре у Максима Лаланна, однако посвятил себя преимущественно истории искусства. Дебютировал очерком «Художники-иллюстраторы в XVIII веке» (фр. Les Dessinateurs d’illustrations au XVIIIe siècle; 1877). Опубликовал многотомный обзорный труд «Гравёры XVIII века» (фр. Les graveurs du dix-huitième siècle; 1880—1882), первый научный очерк жизни и творчества Фрагонара (фр. Ноnore Fragonard, sa vie et son oeuvre; 1888) и ряд других работ. Был также известным библиофилом, членом Общества друзей книги.